# Eastern Caribbean Central Bank
Die Eastern Caribbean Central Bank (ECCB) ist die Zentralbank für den Ostkaribischen Dollar und die Währungsbehörde der Ostkaribischen Währungsunion (ECCU), die aus den Mitgliedern der Organisation Ostkaribischer Staaten (OECS) sowie Anguilla besteht. Ihre Hauptaufgabe ist es, die Stabilität im Preis- und Finanzsektor aufrechtzuerhalten, indem sie das Bankensystem der Mitgliedstaaten überwacht und stabilisiert.

## Geschichte
Die Bank wurde im Oktober 1983 gegründet mit dem erklärten Ziel, Stabilität und Integrität der Währung und des Banking Systems zu gewährleisten, um stabiles Wachstum und Entwicklung der Mitgliedstaaten zu ermöglichen.
Die Bank hat ihren Hauptsitz in Basseterre, St. Kitts, und wird derzeit von Timothy Antoine, dem Bank Governor, geführt. Sein Vorgänger bis Februar 2016 war K. Dwight Venner.
Anfang 2015 veröffentlichte die Bank Pläne, keine 1- und 2-Cent-Stücke mehr prägen zu lassen. Die Entscheidung wurde bis zum 1. Juli 2015 umgesetzt, da es einen finanziellen Aufwand von ca. 6 Cents verursacht, um ein 1-Cent-Stück zu prägen, und ca. 8 Cents, um ein 2-Cent-Stück zu prägen.

## Governor
- Cecil Jacobs, 1973 bis 1989[4]
- K. Dwight Venner, 1989 bis 2015[4]
- Timothy Antoine, seit 2015